# Мысхако
Мысха́ко — село в Краснодарском крае, входит в состав муниципального образования город Новороссийск. Административный центр Мысхакского сельского округа.

## География
Село расположено у побережья Чёрного моря, в 5 км к югу от центра города Новороссийск, занимая восточные склоны горы Колдун (447 м). Мыс Мысхако расположен в километре к западу от села. Транспортное сообщение с городом осуществляют маршрутные такси № 32, 31, 22. Время в пути 15 — 20 минут.
Климат субтропический средиземноморский. Средняя температура воды летом составляют около +20 °C, зимой +6 °C. Солнечных дней в году 230. Лето жаркое, средняя температура июля составляет +23 °C, осадков мало. Купальный сезон начинается в начале июня и продолжается до октября. Зима умеренная, со средней температурой +2 °C. Зимой часто дуют ветра, преимущественно северо-восточного направления, так называемый норд-ост. Порывы ветра достигают 120 км/ч и более.
Побережье представляет собой галечные пляжи (реже песок) с узкими каменистыми подножьями обрывов.

## История
Окрестности села имеют богатую историю, которая начинается ещё с античных времён, о чём свидетельствуют многочисленные археологические находки, наряду с многочисленными амфорами и предметами быта.
До завершения Кавказской войны на месте современного села существовали различные адыгские поселения.
В 1869 году в устье реки Мысхако были разбиты первые виноградники для производства вин в промышленных масштабах. В 1903 году основано современное село Мысхако.
В районе мыса Мысхако несколько месяцев 1943 года удерживался плацдарм Малая земля.

## Этимология
Название села происходит от одноимённой речки Мысхако, в долине которой он и расположен. Раньше гора Колдун в окрестностях села также носила название Мысхако.
Из-за трудности транскрипции оригинального адыгского название местности ныне бытуют несколько версий относительно происхождения названия речки (а впоследствии и села).
По наиболее признанной версии топоним Мысхако происходит от адыгского Мысхъэкъо (мысхъэ — «вяз», къо — «долина»), что в переводе означает — «вязовая долина». Это подтверждается и вязовыми зарослями в долине реки Мысхако.
По другим данным, название переводят с адыгского как «горелый лес» или «лес в долине у моря», что не бесспорно. Кроме того, есть также предположение представить название в виде «мысхыкъу» — состоящее из двух адыгейских слов мыс и хыкъу, что означает «мыс дельфинов». В туристических путеводителях топоним Мысхако обычно переводят с адыгского как «мыс, уходящий в моря».

## Население
| 1996 | 2002  | 2005  | 2010  | 2021  |
| ---- | ----- | ----- | ----- | ----- |
| 4195 | ↗5670 | ↗6000 | ↗7954 | ↗8876 |

## Экономика
Развито виноградарство (с 1869 года). На территории села находится одна из старейших винодельческих компаний России — ООО «Винодельня „Мысхако“», действует дегустационный зал. Сезон сбора винограда начинается в конце августа и продолжается до ноября.
Также в селе развивается туристический бизнес.

## Галерея

Памятник солдатам, сражавшимся в Великой Отечественной войне
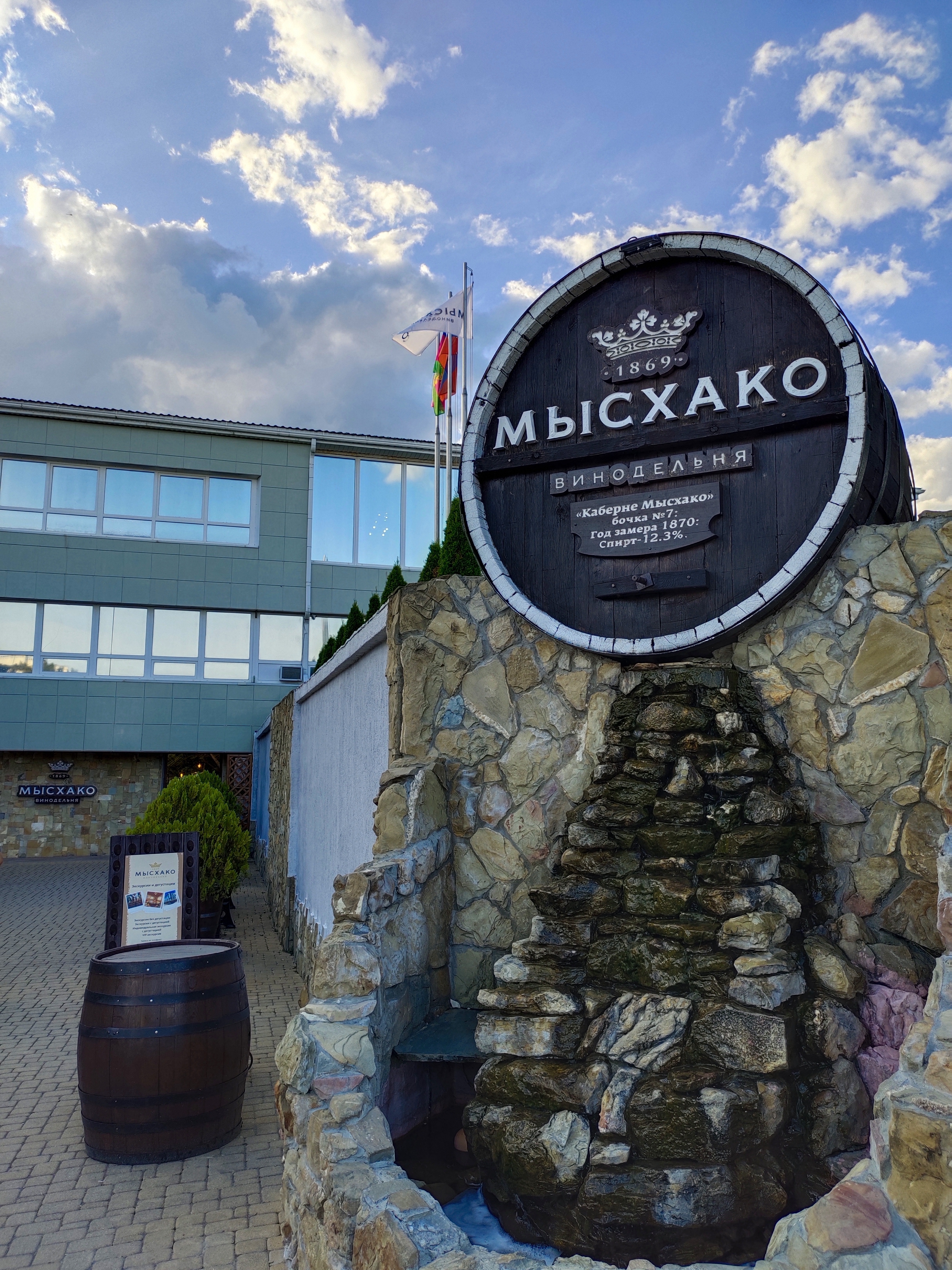
Логотип винного завода «Мысхако»
Памятник жителям села Мысхако, павшим в Великой Отечественной войне
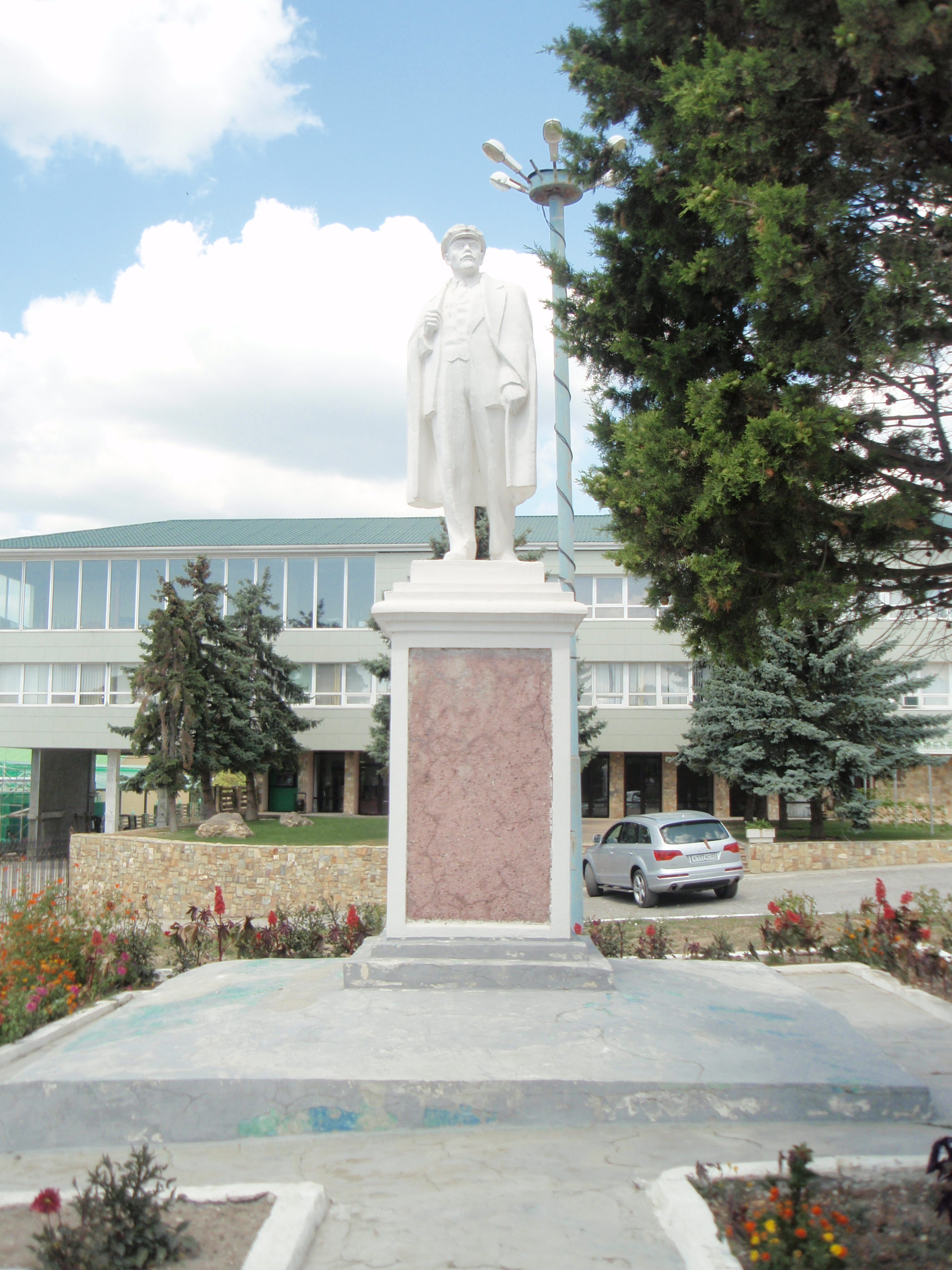
Памятник В. И. Ленину в села Мысхако

## Топографические карты
- Лист карты L-37-124 Кабардинка. Масштаб: 1 : 100 000. Состояние местности на 1988 год. Издание 1990 г.